# Melanagromyza epistomella
Melanagromyza epistomella este o specie de muște din genul Melanagromyza, familia Agromyzidae, descrisă de Spencer în anul 1977. Conform Catalogue of Life specia Melanagromyza epistomella nu are subspecii cunoscute.